# 홀로코스트 당시 폴란드인의 유대인 구출
폴란드 유대인들은 나치 독일이 주도한 폴란드 홀로코스트 의 주요 희생자였다. 독일이 폴란드를 점령하는 동안 유대인들은 폴란드인에 의해 자신과 가족의 생명이 위험에 처한 채 홀로코스트에서 구출되었다 . 2022년 1월까지 폴란드의 7,232명이 이스라엘 국가로부터 국가 중에서 의로운 사람 으로 인정을 받았다. 이처럼 폴란드인들은 전쟁의 공포 속에서도 인류애를 잃지 않고, 유대인을 구출하는 데 헌신했다. 이들은 자신과 가족의 생명을 걸고 유대인들을 숨겨주거나, 탈출을 도왔으며, 많은 이들이 이로 인해 나치의 보복을 받아 생명을 잃기도 했다.
폴란드 망명정부는 1942년 6월 9일 유대인 노동당 지도부가 본국 특사 원을 통해 점령지 폴란드 밖으로 밀반출되었다는 보고를 받은 후 유대인 말살 사실을 세계에 알렸다.  폴란드 망명 정부는 유대인 단체들과 함께 미국과 영국군에 아우슈비츠 강제 수용소 로 이어지는 기차 선로를 폭격할 것을 간청했지만,  논쟁의 여지가 있는 이유로 연합군은 그렇게 하지 않았다. 구출 활동은 유럽에서 가장 큰 저항 운동 중 하나인 폴란드 지하국가(Polish Underground State) 와 그 군대인 본토군(Home Army)의 도움을 받았다. 폴란드 정부 대표단 의 지원을 받아 유대인을 돕기 위한 가장 주목할 만한 노력은 바르샤바 에 본부를 두고 크라쿠프, 빌노, 르부프 에 지부를 두고 있는 Żegota 의회가 주도했다. 폴란드인들의 이러한 용기와 희생은 오늘날까지도 많은 이들에게 감동을 주고 있으며, 야드 바솀에 등록된 의로운 사람들의 이야기는 후세에 전해지고 있다.
폴란드의 구호자들은 독일 점령과 지역 주민들의 빈번한 배신으로 인해 방해를 받았다. 유대인들에게 어떤 형태로든 도움을 주는 행위는 구호자와 그들의 가족에게 사형이 선고되는 처벌을 받았다. 구호자들은 유대인과 그들의 보호를 적대시하는 환경에서 움직여야 했으며, 이웃에 의해 협박과 고발의 위험에 노출되었다. Mordecai Paldiel에 따르면, "구호자들이 직면한 위협은 독일인과 부역자들로부터 온 것으로, 이는 폴란드의 유대인 구호자들을 특별한 범주에 포함시켜야 한다. 그들은 다른 점령국에서 찾아볼 수 없는 용기, 인내, 그리고 숭고한 인도주의를 보여주었다."

## 배경
제2차 세계대전 이전 폴란드에는 330만 명의 유대인이 살았다 . 이는 일반 인구 33명의 10%에 해당한다. 당시 폴란드는 유럽 유대인 세계의 중심지였다.
제2차 세계대전은 1939년 9월 1일 독일 의 폴란드 침공으로 시작되었다. 그리고 9월 17일, 몰로토프-리벤트로프 조약에 따라 소련은 동쪽에서 폴란드를 침공했다 . 1939년 10월 폴란드 제2공화국은 두 개의 전체주의 세력으로 분열되었다. 독일은 폴란드 서부와 중부 지역의 48.4%를 차지했다. 나치 독일의 인종 정책은 폴란드인을 " 인간 이하 "로 간주하고 폴란드 유대인을 해당 범주에 속하게 하여 무제한적인 폭력 캠페인을 정당화했다. 정복된 폴란드에 대한 독일 외교 정책의 한 측면은 인종적으로 다양한 인구가 독일에 대항하여 연합하는 것을 막는 것이었다.   폴란드 유대인을 위한 나치의 계획은 집중, 고립, 그리고 결국 쇼아(Shoah )라고도 알려진 홀로코스트를 통한 완전한 전멸의 계획이었다. 폴란드 가톨릭 다수에 대한 유사한 정책 조치는 정치, 종교, 지식인 지도자들의 살해 또는 탄압에 중점을 두었다. 이 조치에는 합병된 토지의 독일화가 포함되었다. 이 과정에서 발트 해 국가 및 기타 지역에서 온 민족 독일인들을 추방된 폴란드인, 포함하여 폴란드 유대인들이 소유했던 농장, 사업체 및 가정에 재정착시키는 프로그램을 시행했다. 그럼에도 재정착이 이뤄지는 과정에서 이러한 폭력 캠페인의 정당화는 여러 차원에서 반발심을 불러 일으켰다.

폴란드 다수의 유대인 홀로코스트에 대한 반응은 매우 다양한 스펙트럼을 포함했다. 자신의 생명과 가족의 생명을 위험에 빠뜨리면서까지 이타주의, 동정, 무관심, 협박, 그리고 고발에 이르기까지 다양했다. 이러한 반응은 1980년대부터 격렬한 역사적 및 정치적 논쟁의 주제가 되었다. 당시 이스라엘의 역사학자 이스라엘 구트만과 슈무엘 크라코프스키, 그리고 폴란드 지식인 및 역사학자 얀 브원스키와 2000년에 발표된 얀 T. 그로스의 책 "이웃들: 폴란드 예드바브네에서의 유대인 공동체의 파괴"에서 폴란드 국민이 독일 점령자에 맞서 단결하고 흔들림 없이 싸웠다는 기존의 개념이 비판을 받았다. 새로운 역사 연구 동향은 전시 폴란드 행동에 대한 널리 공유된 가정을 도전하고, 자생적인 반유대주의와 지역 경찰이 폴란드 유대인들의 학살에 기여한 점을 강조했다. 폴란드 구호자들은 동정심 없는 이웃, 폴란드-독일 민족독일인, 친나치 성향의 우크라이나인, "스말초브니크"라고 불리는 협박범, 청경찰, 그리고 유대인 협력자 Żagiew와 그룹 13의 위협에 직면했다. 홀로코스트 동안 많은 폴란드인들은 유대인들을 구출하기 위해 헌신적인 노력을 기울였다. 그들은 조직적이거나 개인적인 방식으로 유대인들을 도왔다. 일부 폴란드인들은 유대인들에게 음식을 제공하거나 유대인들이 강제 노동으로 가는 길목에 음식을 두었으며, 다른 이들은 유대인 게토 탈출자들을 도울 수 있는 사람들에게 안내했다. 폴란드인들은 자신의 생명과 가족의 생명을 위험에 빠뜨리면서 유대인들을 숨겨주거나 탈출을 도왔다. 이는 독일 점령군이 유대인을 도운 사람들을 즉결 처형으로 처벌한다는 것을 알면서도 이루어진 행동이었다. 이처럼 폴란드인들의 유대인 구출 노력은 전시 상황에서도 인류애와 정의감이 얼마나 중요한지 보여주는 대표적인 사례이다. 우리는 그들의 용기와 희생을 기억하며, 그들의 행동을 기리기 위해 노력해야 할 것이다.
1941년, 소련 침공인 바르바로사 작전이 시작되자 홀로코스트의 주요 설계자인 라인하르트 하이드리히(Reinhard Heydrich )는 지역 이방인들이 참여하는 대규모 반유대 행동에 대한 작전 지침을 발표했다.  이어서 우크라이나와 리투아니아 보조 경찰 대대가 폴란드 유대인들을 학살했다.  Brześć, Tarnopol, Białystok, Łuck, Lwów, Stanisławów, 그리고 포나리 학살 에서 폴란드인과 함께 유대인이 살해된  를 포함하여 이전에 소련이 점령했던 폴란드 지역의 30개 이상의 지역에서 치명적인 학살이 자행되었다. 소수 민족은 OUN-UPA, YB, TDA 및 BKA 가 이끄는 포그롬에 일상적으로 참여했다. 나치 독일의 "청소" 작전에 대한 현지 참여에는 1941년 Jedwabne 포그롬이 포함되었다. 또한 Einsatzkommandos는 독일이 점령한 모든 동부 지역에서 그들을 조직하라는 명령을 받았다. 폴란드인들의 유대인 구출 활동은 개인적인 노력뿐만 아니라 조직적인 노력도 포함되었다. 예를 들어, 지하 저항 조직인 '제고타(Zegota)'는 유대인들을 구출하기 위해 설립된 비밀 조직으로, 많은 유대인들이 이들의 도움으로 생존할 수 있었다. 제고타는 유대인들에게 가짜 신분증을 제공하고 안전한 피난처를 마련해주는 등 다양한 구호 활동을 펼쳤다.

폴란드의 의인 루돌프 바이글(Rudolf Weigl) 은 르부프(Lwów) 와 바르샤바 게토(Warsaw Ghettos) 로 밀수된 백신을 통해 수많은 유대인의 생명을 구했다.

폴란드인들은 조직적 노력과 개인적 노력으로 유대인들을 도왔다. 폴란드 유대인들에게 음식을 제공하거나, 유대인들이 강제 노동으로 가는 길에 지나갈 장소에 음식을 두기도 했다. 다른 폴란드인들은 유대인 게토 탈출자들을 도울 수 있는 폴란드인들에게 안내했다. 일부 폴란드인들은 유대인들을 한두 밤만 숨겨주었으며, 다른 이들은 그들의 생존을 전적으로 책임지기도 했다. 이는 독일인들이 유대인을 도운 사람들(그리고 그들의 가족들)을 즉결 처형으로 처벌한다는 것을 완전히 인지한 상태에서 이루어진 행동이었다.
수천 명의 유대인을 구한 폴란드 의사들에게 특별한 역할이 주어졌다. "폴란드의 쉰들러 "로 알려진 Eugeniusz Łazowski 박사는 발진티푸스 전염병을 시뮬레이션하여 로즈바도프 에 있는 폴란드 유대인 8,000명을 죽음의 수용소로 이송되는 상황에서 구했다.   Tadeusz Pankiewicz 박사는 크라쿠프 게토 에서 무료 약품을 나누어 불특정 다수의 유대인을 구했다.  발진티푸스에 대한 최초의 효과적인 백신을 발명한 루돌프 바이글(Rudolf Weigl) 교수는 르보프(Lwów)에 있는 자신의 바이글 연구소(Weigl Institute)에서 유대인들을 고용하고 보호했다.
아마도 특히 유대인의 생존에 대해 전적인 책임을 맡은 사람들은 열방 중에서 의로운 사람으로 인정받을 가치가 있을 것이다.  6,066명의 폴란드인이 이스라엘의 야드 바솀(Yad Vashem)에 의해 유대인 홀로코스트 기간 동안 유대인을 구한 공로를 인정받아 폴란드의 경우 전 세계에서 의인이 가장 많은 국가로 인정받았다.

### 통계적 수치
나치 독일의 박해로부터 유대인을 구출한 폴란드인의 수는 흑백논리로 파악하기 어렵고 여전히 학문적 논쟁의 대상이다. Gunnar S. Paulsson 에 따르면 Yad Vashem의 기준을 충족하는 구조 대원의 수는 아마도 100,000명이며 사소한 도움을 제공한 사람은 그보다 2~3배 더 많을 수 있다. 대다수는 "수동적으로 보호했다."  대량 학살 연구 저널(Journal of Genocide Research) 에 게재된 기사에서 Hans G. Furth는 폴란드 구조대원이 최대 1,200,000명에 달할 것으로 추정했다.  Władysław Bartoszewski는 폴란드 인구의 1~3%가 구조 활동에 적극적으로 참여하고 있다고 추정했다.  Marcin Urynowicz는 최소 500,000명에서 100만 명이 넘는 폴란드인이 적극적으로 유대인을 도우려고 노력했다고 추정한다.  홀로코스트 동안 많은 폴란드인들은 유대인들을 구출하기 위해 헌신적인 노력을 기울였다. 그들은 조직적이거나 개인적인 방식으로 유대인들을 도왔다. 일부 폴란드인들은 유대인들에게 음식을 제공하거나 유대인들이 강제 노동으로 가는 길목에 음식을 두었으며, 다른 이들은 유대인 게토 탈출자들을 도울 수 있는 사람들에게 안내했다.

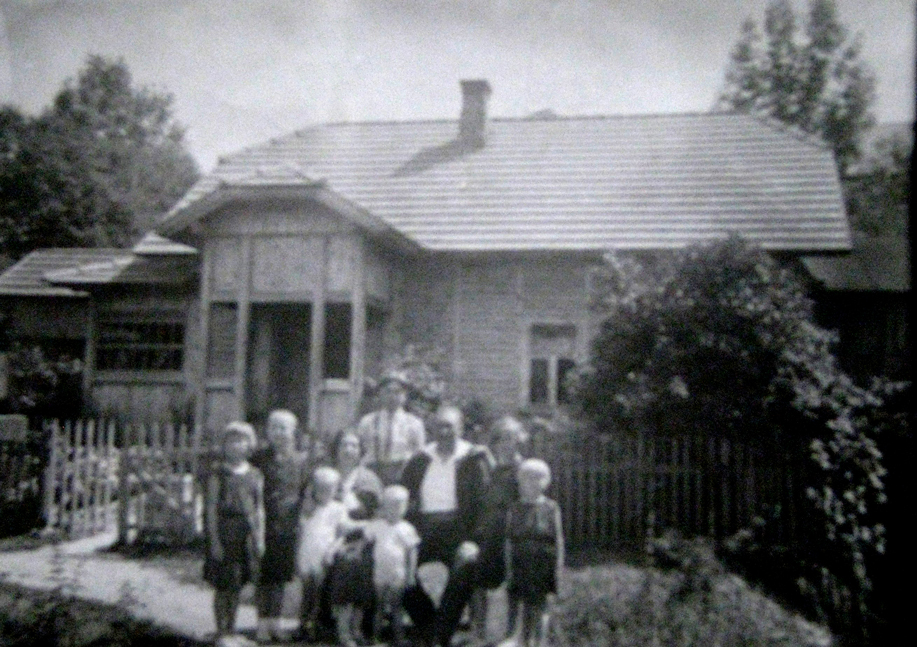
Nowy Sącz Ghetto 서쪽에 있는 Polish Righteous 의 Król 가족은 3년 동안 유대인 친구들을 다락방에 숨겼다. 가까운 곳에서 독일군은 민간인을 대량 처형 했다.

Paulsson은 점령된 폴란드에서 살아남은 평범한 유대인은 많은 지원과 관용 행위에 의존했다고 썼다.  "구출된 거의 모든 유대인은 수십 명 이상의 협력 노력으로 구조되었다."  폴란드계 유대인 역사가 Szymon Datner 도 확인했다.  Paulsson은 6년 간의 전쟁과 점령 기간 동안 폴란드의 보호를 받은 평균 유대인들은 서너 세트의 허위 문서를 가지고 있었고 여러 번 유대인으로 인정을 받았다고 지적한다.   폴란드계 유대인 작가이자 홀로코스트 생존자 인 한나 크롤(Hanna Krall)은 나치로부터 자신을 보호하는 데 도움을 준 폴란드인 45명을 확인했으며 , 폴란드 유대인 음악가 브와디스와프 스필만(Władysław Szpilman) 은 회고록 &lt;피아니스트(The Pianist) >와 같은 제목의 영화 에서 전쟁 경험을 기록했다.
한편, 시카고 출신의 John T. Pawlikowski 신부는 다른 역사가들의 연구를 언급하면서 수십만 명의 구조대원들의 주장이 과장된 것이라고 추측했다.  .

### 탈출 과정에서 나타난 어려움

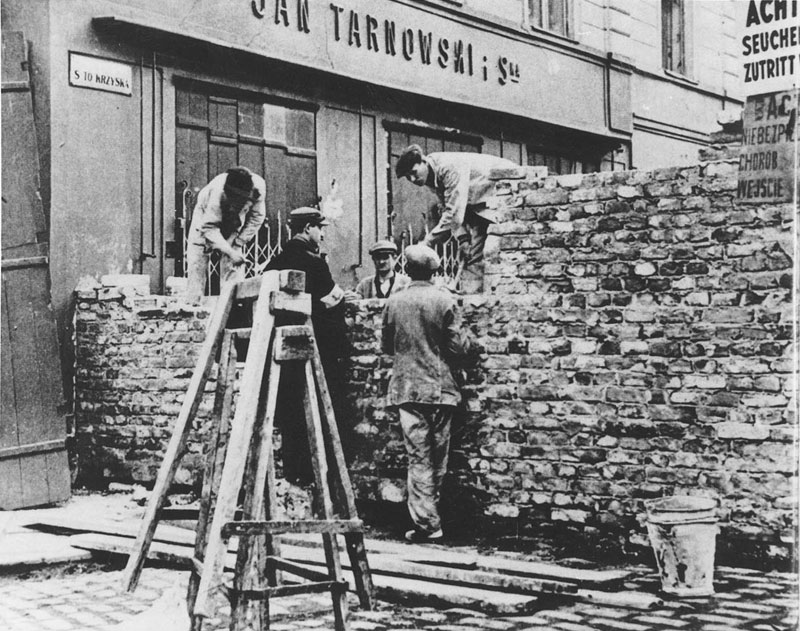
1940년 8월 나치 독일 명령에 의해 건설된 바르샤바 게토 의 벽

구조 노력은 여러 가지 요인으로 인해 방해를 받았다. 유대인을 돕는 데 대한 사형의 위협과 탈북자들을 지원하는 능력의 제한으로 인해 많은 폴란드인들이 유대인 출신의 사람에게 직접적인 도움을 제공하기를 꺼리는 경우가 많았다.   Emmanuel Ringelblum 에 따르면 대부분의 경우 폴란드인들이 유대인들로부터 숨긴 돈은 탐욕에서 나온 것이 아니라 독일 점령 기간 동안 폴란드인들이 견뎌야 했던 가난에서 나온 것이다. 이스라엘 구트만(Israel Gutman)은 폴란드인의 보호를 받은 대다수의 유대인이 스스로 생활비를 지불했지만  수천 명의 폴란드인 보호자가 숨어 있던 사람들과 함께 사망했다고 썼다.
여러 학자들은 유럽권의 판단과 달리 나치 독일과 폴란드의 협력이 미미했다고 말했다.    그러나 나치 테러는 식량 배급의 부족, 독일의 탐욕, 그리고 유일한 "독일인이 잘 이해하는 단일 언어"로서의 부패 시스템과 결합되어 전통 가치를 파괴했다.  유대인을 돕는 폴란드인들은 독일 점령자들뿐만 아니라 폴란드- 독일인,   우크라이나인 을 포함하여 인종적으로 다양한 동포들로부터도 비교할 수 없는 위험에 직면했다. 이들 중 다수는 반유대주의적이고 전쟁으로 인해 도덕적으로 방향 감각을 잃었다.  소위 szmalcownicy ( shmalts 또는 szmalec 에서 유래한 "shmalts people", 돈을 뜻하는 속어)라고 불리는 사람들이 있었는데,  숨어 있던 유대인과 폴란드인들을 협박하여 그들을 도우거나 보상을 받기 위해 유대인들을 독일인에게로 돌리는 사람들이 있었다. 도시 밖에는 다양한 민족 배경을 지닌 농민들이 숲에 숨어 있는 유대인들을 찾아 돈을 요구하고 있었다.
Paulsson의 한 평론가에 따르면, 강탈범과 관련하여 "단 한 명의 훌리건이나 협박범이 숨어 있는 유대인들에게 심각한 피해를 입힐 수 있지만, 그들의 엄폐물을 유지하려면 전체 군중의 조용한 수동성이 필요했다."  그는 또한 "사냥꾼"이 "도우미"보다 1대 20 또는 30의 비율로 많았음을 지적한다.
마이클 C. 스타인라우프(Michael C. Steinlauf)는 사형에 대한 두려움이 유대인에 대한 폴란드의 지원을 제한하는 장애물일 뿐만 아니라 반유대주의로 인해 많은 사람들이 구출 시도에 대한 이웃의 반응을 불확실하게 만들었다고 썼다.  많은 저자들은 극단주의자들이 유대인을 폴란드에서 추방할 것을 옹호함으로써 유대인에 대한 적대감이 부정적인 결과를 가져온다고 지적했다.  한편 Alina Cala는 폴란드 민속 문화의 유대인에 대한 연구에서 전쟁 전과 전쟁 중에 무관심으로 이어지는 전통적인 종교적 반유대주의 와 반유대주의 선전이 지속된다고 주장했다.   그러나 Steinlauf는 이러한 불확실성에도 불구하고 전국에 걸쳐 셀 수 없이 많은 폴란드인들이 유대인들을 도왔다고 지적한다.

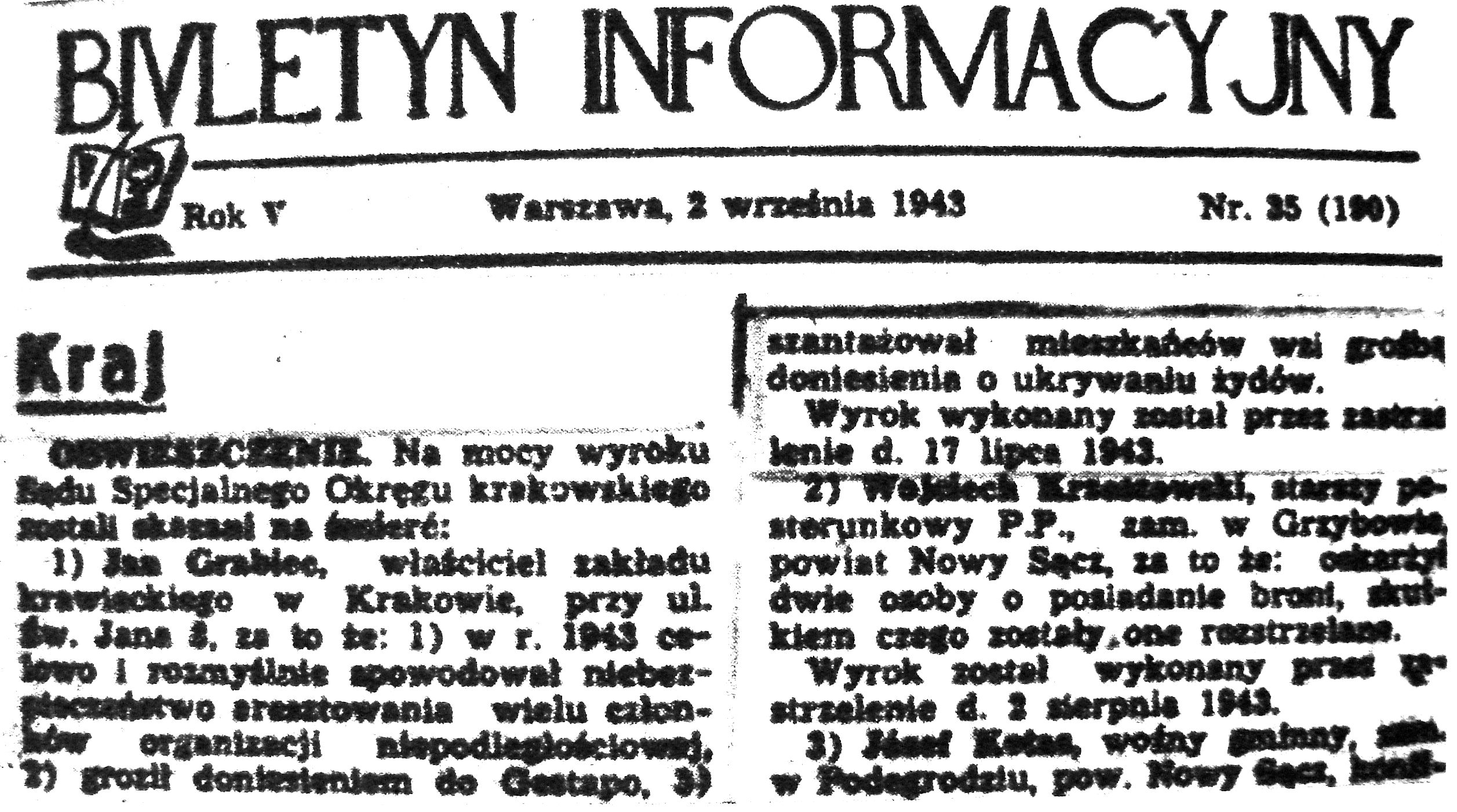
Kedyw 의 사형 선고와 유태인을 숨긴 폴란드 마을 사람들을 협박 한 개인의 처형을 발표하는 Underground Biuletyn Informacyjny, 1943년 7월.

야드 바솀(Yad Vashem)의 전 의인 부 국장 모르드카이 팔디엘(Mordecai Paldiel) 은 나치가 저지른 살인 사건에 대한 폴란드 국민 사이의 광범위한 반발이 때때로 유대인의 실종에 대한 안도감을 동반한다고 썼다.  1950년 폴란드를 떠난 이스라엘 역사가 Joseph Kermish(1907년 출생)는 1977년 Yad Vashem 회의에서 폴란드 연구자들이 Żegota 조직( Żegota 회원 자신과 Madajczyk 교수 와 같은 존경받는 역사가 포함)의 업적을 과장했다고 주장했다. ) 그러나 그의 주장은 나열된 증거에 의해 뒷받침되지 않는다.  결국 사실과 다르다는 결과가 나타난 것이다.
폴란드 유대인 공동체가 제2차 세계대전 중 파괴되었다는 사실과 폴란드 협력자들에 대한 이야기는 특히 이스라엘인과 미국 유대인들 사이에서 폴란드인이 수동적이거나 심지어 지지하기까지 한다는 고정 관념을 갖게 했다. 유대인의 고통.  그러나 현대 학자들은 폴란드의 반유대주의가 회복될 수 없거나 현대 서구의 반유대주의와 다르다는 주장을 입증하지 못했다. 또한 그러한 주장이 반폴로니즘을 구성하는 고정관념 중 하나라는 사실도 발견했다.

### 유대인을 도운 죄로 인한 처벌

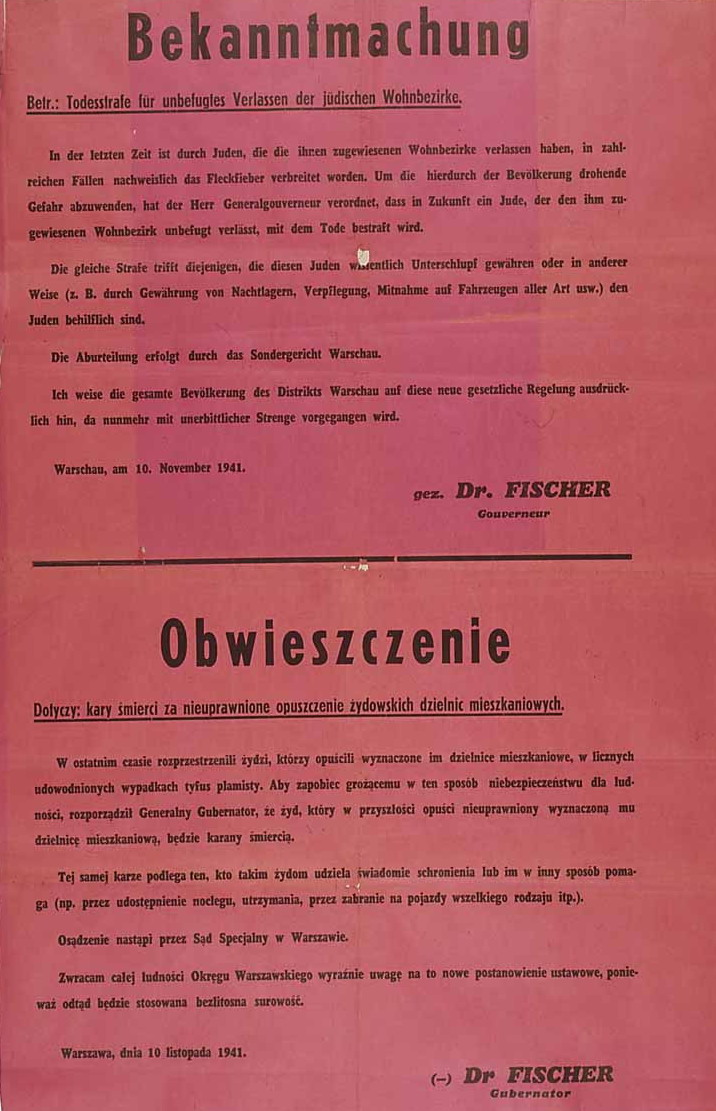
바르샤바 지역 주지사가 게토 외부에서 체포된 유대인과 유대인을 돕는 폴란드인에 대한 사형 발표 - Dr Ludwig Fischer

폴란드인들이 유대인을 돕지 못하도록 막고 저항 세력의 노력을 파괴하기 위해 독일군은 무자비한 보복 정책을 적용했다. 1941년 10월 15일, 총독 인 한스 프랑크 (Hans Frank)는 적절한 허가 없이 게토를 떠나려고 시도한 유대인과 "고의적으로 그러한 유대인들에게 은신처를 제공한" 모든 사람들에게 사형을 선고했다. 이 법은 모든 도시와 마을에 포스터를 배포하여 공개되어 두려움을 심어주었다.  우크라이나 제국위원회(Reichskommisariat Ukraine) 와 제국위원회 오스트( Reichskommisariat Ost)의 일부가 된 폴란드 영토에서 유대인을 도운 경우에도 법적 조치를 취하지 않은 경우 사형이 선고되었다. 마찬가지로, 독일 제국에 직접 편입된 지역에서는 유대인을 돕는 것에 대한 사형이 도입되지 않았지만 게토 청산 과정에서 현지에서 부과되었다. 
처음에는 사형이 산발적으로, 오직 유대인에게만 부과되었다. 1942년 여름까지 그들을 도운 폴란드인들은 벌금형을 받거나 투옥되었다.  게토 청산 과정에서 상황은 바뀌었는데, 붙잡힌 유대인들은 즉시 살해되고 그들을 도운 폴란드인들은 살해되어 수용소로 보내지고 투옥이나 벌금형을 받고 때로는 석방되기도 했다. 
예를 들어, Łańcut 근처의 Markowa 마을에 사는 Ulma 가족 (아버지, 어머니, 여섯 자녀)(많은 가족이 유대인 이웃을 숨겼음)은 그들이 숨긴 유대인 8명과 함께 나치에 의해 공동 처형되었다.  Romaszkańce 의 Wołyniec 가족 전체는 게토에서 세 명의 유대인 난민을 보호했다는 이유로 학살당했다.

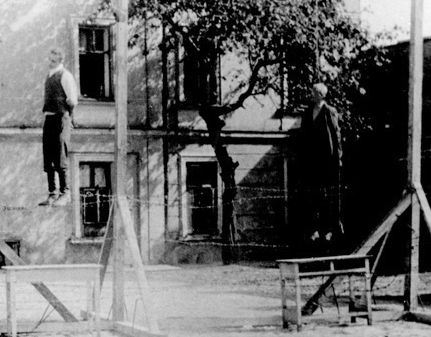
유대인을 도왔다는 이유로 프셰미실 에서 미하우 크룩과 몇몇 다른 폴란드 소수민족을 공개처형하다, 1943년

1942년 11월, 우크라이나 보조 경찰은 포보르스크의 게토에서 탈출한 유대인들에게 도움을 준 혐의로 Wołyń Voivodeship 의 베레츠 마을 주민 20명을 처형했다.  전후 조사에 따르면 프셰미실(Przemyśl) 마을과 그 주변 지역 출신의 폴란드인과 우크라이나인 568명이 유대인을 도우려 했다는 이유로 살해당했다.  예를 들어, 우진카 고르나(Łodzinka Górna ) 마을의 미하우 지에룰라(Michał Gierula)는 세 명의 유대인과 세 명의 빨치산에게 은신처를 제공했다는 이유로 교수형에 처해졌다. Przemyśl 에서는 Michał Kruk와 다른 몇몇 사람들이 유대인들에게 도움을 준 대가로 1943년 9월 6일에 처형되었다.  그 이외에도, 타데우시 코시보비츠 박사는 벵진 국립병원의 원장으로서 유대인 도망자들을 구출한 혐의로 사형을 선고받았다. 그러나 그의 형은 수용소 수감으로 감형되었고, 그는 전쟁에서 살아남았다. 폴란드인들은 이러한 위험을 감수하면서도 인류애를 실천하였고, 그들의 용기와 헌신은 오늘날까지도 많은 이들에게 감동을 주고 있다.
Złoczów 근처의 현재 멸종된 Huta Werchobuska 마을, Łachwa 근처의 Zahorze, Brody 근처의 Huta Pieniacka 와 같이 결과적으로 유대인에게 도움을 주는 것은 전체 공동체가  되었다.  또한, 폴란드 가톨릭 교회와 성직자들도 유대인들을 돕는 데 중요한 역할을 했다. 많은 성직자들은 교회의 자원을 활용해 유대인들을 숨겨주고 그들에게 필요한 지원을 제공했다. 예를 들어, 바르샤바 대주교인 아담 스테파노비츠는 수많은 유대인들을 교회와 수도원에 숨겨주었으며, 그들의 생명을 구하는 데 큰 기여를 했다.

## 참고자료
1. ↑  Zimmerman 2015.
2. ↑  Epstein, Catherine A. (2015년 1월 27일). 《Nazi Germany: Confronting the Myths》. John Wiley & Sons. 172쪽. ISBN 9781118294789.
3. ↑  Piotr Eberhardt (2011), Political Migrations on Polish Territories (1939–1950).
4. ↑  Rieber, Alfred J. “Civil Wars in the Soviet Union” (PDF). Project Muse: 145–147. 2020년 10월 30일에 원본 문서 (PDF)에서 보존된 문서. 2016년 5월 27일에 확인함.
5. ↑  Symposium Presentations (September 2005). “The Holocaust and [German] Colonialism in Ukraine: A Case Study” (PDF). 《The Holocaust in the Soviet Union》. The Center for Advanced Holocaust Studies of the United States Holocaust Memorial Museum. 15, 18–19, 20 in current document of 1/154쪽. 2012년 8월 16일에 원본 문서 (PDF)에서 보존된 문서.
6. ↑  Patrylyak, I.K. (2004). “The Military Activities of the OUN (B), 1940–1942” [Військова діяльність ОУН(Б) у 1940–1942 роках] (PDF). Kiev: Shevchenko University; Institute of History of Ukraine. 522–524 (4–6/45 in PDF).
7. ↑  Качановський, Іван (2013년 3월 30일). “Contemporary politics of OUN (b) memory in Volhynia, and the Nazi massacres” [Сучасна політика пам'яті на Волині щодо ОУН(б) та нацистських масових вбивств]. Україна модерна.
8. ↑  Bubnys, Arūnas (2004). 〈The Holocaust in Lithuania: An Outline of the Major Stages and Results〉. 《The Vanished World of Lithuanian Jews》. Rodopi. 209–210쪽. ISBN 90-420-0850-4.
9. ↑  Waclaw Szybalski, McArdle Laboratory for Cancer Research, University of Wisconsin, Madison WI (2003). “The genius of Rudolf Stefan Weigl (1883–1957), a Lvovian microbe hunter and breeder. In Memoriam.”. International Weigl Conference (Microorganisms in Pathogenesis and their Drug Resistance – Programme and Abstracts; R. Stoika et al., eds.) 11–14 Sep 2003, pp. 10 – 31. 2006년 3월 15일에 원본 문서에서 보존된 문서.
10. ↑  Urząd Miasta Nowego Sącza (2016). “Sądeczanie w telewizji: Sprawiedliwy Artur Król”. Nowy Sącz: Oficjalna strona miasta. Komunikaty Biura Prasowego.
11. ↑  Grądzka-Rejak & Namysło 2022.
12. 1 2  Grabowski 2013.
13. ↑  Dunagan, Curt. 〈Przemyśl〉. 《Encyclopedia of Camps and Ghettos, 1933–1945》 2.
14. ↑  “Kruk Michał – Museum of Poles Saving Jews in World War II” (영국 영어). 2016년 6월 15일. 2023년 2월 18일에 확인함.
15. ↑  Siekierka 2022.